# Eric Hallgren (lärare)
Eric Alexander Hallgren, född 13 november 1862 i Nyköping, död 28 mars 1949 i Göteborg, var en svensk lärare.
Eric Hallgren var son till kakelugnsmakaren Anders David Hallgren. Efter mogenhetsexamen vid Nyköpings högre allmänna läroverk 1882 blev han student vid Uppsala universitet där han 1884 avlade en filosofie kandidatexamen. Han var 1885–1886 extra lärare i Trelleborg och därefter 1887 vikarierande lektor vid Nyköpings högre allmänna läroverk. Hallgren blev filosofie licentiat vid Uppsala universitet 1890, var lärare vid Stockholms realläroverk 1892–1893 och extra lärare vid Göteborgs högre realläroverk 1893–1899. Han disputerade vid Uppsala universitet 1894, men vägrade låta sig promoveras till doktor då han ansåg det vara en förlegad ceremoni. 
År 1899 blev Hallgren adjunkt i matematik, fysik och kemi vid Högre realläroverket i Göteborg och 1909 vikarierande rektor där. Åren 1910–1928 var han läroverkets ordinarie rektor och från 1911 även lektor i matematik och fysik vid Högre latinläroverket. Hallgren var 1911–1931 ordförande i Göteborgs folkskolestyrelse. Han blev 1906 ledamot av Kungliga Vetenskaps- och Vitterhetssamhället i Göteborg. Därtill var Hallgren medlem i Götiska Förbundet och en tid även dess ordförande, liksom ordförande i Göteborgs scoutkår och i Göteborgs landstormsförbunds ungdomsavdelning.
Eric Hallgren är begravd på Östra kyrkogården i Göteborg.